# Baptistkyrkan, Belgrad
Baptistkyrkan, eller Baptistiska kyrkan, (serbiska: Баптистичка црква/Baptistička crkva) är en baptistisk kyrkobyggnad belägen i staden Belgrad i Serbien.

## Historia
Baptistkyrkan i Belgrad låg ursprungligen på Aleksandrovagatan 264 och den första gudstjänsten hölls där 1930. 
Kyrkobyggnaden revs den 31 januari 1973. I december 1976 köpte församlingen ett hus på Slobodanke Danke Savićgatan 33 och den första gudstjänsten hölls på pingstdagen 1977.